# Marindol
Das Fauna-Flora-Habitat-Gebiet Marindol liegt auf dem Gebiet der Gemeinde Črnomelj im Süden Sloweniens. Das etwa 6 km² große Schutzgebiet befindet sich im Dinarischen Karst und zeichnet sich durch artenreiche Grünlandflächen, insbesondere Magerrasen und magere Flachland-Mähwiesen, und zahlreiche Dolinen aus.
Das FFH-Gebiet Jenina grenzt im Nordosten unmittelbar an das FFH-Gebiet Kolpa.

## Schutzzweck

### Lebensraumtypen
Folgende Lebensraumtypen nach Anhang I der FFH-Richtlinie sind für das Gebiet gemeldet:
| EU Code | * | Lebensraumtyp (offizielle Bezeichnung)                                                                                            | Fläche                     |
| ------- | - | --- | -------------------------- |
| 6210    | * | Naturnahe Kalk-Trockenrasen und deren Verbuschungsstadien (Festuco-Brometalia) (besondere Bestände mit bemerkenswerten Orchideen) | 7.480                      |
| 6510    |   | Magere Flachland-Mähwiesen (Alopecurus pratensis, Sanguisorba officinalis)                                                        | Magere Flachland-Mähwiesen |

### Arteninventar
Folgende Arten von gemeinschaftlichem Interesse kommen im Gebiet vor:
| Bild                    | EU Code | * | Art                     | wissenschaftlicher Name | Artengruppe    |
| ----------------------- | ------- | - | ----------------------- | ----------------------- | -------------- |
| Goldener Scheckenfalter | 1065    |   | Goldener Scheckenfalter | Euphydryas aurinia      | Schmetterlinge |
|                         | 4036    |   |                         | Leptidea morsei         | Schmetterlinge |